# Bessemer (Pennsylvania)
Bessemer è una borough degli Stati Uniti d'America, nella contea di Lawrence, nello stato della Pennsylvania. Secondo il censimento del 2010, la popolazione è di 1.111 abitanti.